# Ropica rosti
Ropica rosti là một loài bọ cánh cứng trong họ Cerambycidae.